# پیر-ژول اتزل
پیر-ژول اِتزل (انگلیسی: Pierre-Jules Hetzel; ۱۵ ژانویهٔ ۱۸۱۴ – ۱۷ مارس ۱۸۸۶) نویسنده اهل فرانسه بود.
وی همچنین برندهٔ جوایزی همچون لژیون دونور (شوالیه) شده‌است. اِتزل یک ویرایشگر و همچنین ناشر نسخه‌های نخستین مجموعه کتاب‌های ژول ورن نویسنده شهیر فرانسوی با عنوان سفرهای شگفت‌انگیز بود.